# NGC 1526
NGC 1526 è una galassia a spirale barrata situata nella costellazione del Reticolo, a una distanza di circa 257 milioni di anni luce dalla nostra Via Lattea.

## Scoperta
La galassia è stata scoperta il 2 novembre 1834 dall'astronomo britannico John Herschel.

## Descrizione
NGC 1526 ha una classe di luminosità II-III.